# Land- und Stadtgericht Greiffenhagen
Das Land- und Stadtgericht Greiffenhagen war von 1838 bis 1849 ein preußisches Land- und Stadtgericht mit Sitz in Greiffenhagen.

## Geschichte
In Greiffenhagen bestand bis 1838 das Stadtgericht Greiffenhagen. Sein Sprengel umfasste die Stadt Greiffenhagen mit 4969 Einwohnern und die vier Dorfschaften Buddenbrock, Cladow, Damerow und Paculent mit 964 Einwohnern also zusammen 5873 Gerichtseingesessene. Zum 1. Oktober 1838 wurde das Justizamt Colbatz und Friedrichswalde aufgelöst und die folgenden Ortschaften dem Gericht Greiffenhagen zugeordnet: Woltersdorf, Garden, Klein-Schönfeld, Borrin, Bartikow, Klein-Möllen, Wierow, Woltin, Kronheide und Brüncken mit zusammen 3272 Einwohnern. Gleichzeitig wurde der Name des Gerichtes auf Land- und Stadtgericht Greiffenhagen geändert. Das Gericht war dem Oberlandesgericht Stettin zugeordnet.
Am Gericht waren ein (Stadt-)richter, ein Assessor, zwei Subalterne und zwei Unterbeamte beschäftigt. Es war damit ein Land- und Stadtgericht 2. Klasse. Diese konnten nicht als Kollegialorgan wirken, da zu wenig Richter am Gericht beschäftigt waren. Sitz der Gerichtes war das Rathaus.
1849 wurden die Land- und Stadtgerichte aufgelöst und durch Kreisgerichte ersetzt. Damit entstand das Kreisgericht Greiffenhagen im Sprengel des Appellationsgerichts Stettin.